# هارسی پیند
هارسی پیند (به انگلیسی: Harsi Pind) یک منطقهٔ مسکونی در هند است که در هوشیارپور واقع شده‌است.